# Битка при Ниш (1877)
Битката при Ниш през декември 1877 година е сражение от Втората сръбско-турска война, в резултат на което градът е трайно присъединен към Сърбия.

## Значение на Нишката крепост
Основна база на османските войски при нашествието им в Сърбия през 1876, година по-късно Ниш е главното препятствие за настъплението на сърбите по Южна Морава. Градът е опасан с двоен пояс от укрепления – вътрешен със седем бастиона и външен, който включва крепостите Виник и Горица и окопите по рида Габровац с възвишенията Мала и Велика Камара. На тези позиции са разположени 267 оръдия – далеч повече от 100-те, които сърбите успяват да съберат, но без достатъчно пехота.
Докато основните сили се борят с руснаците в Стара планина, в Ниш османското командване съсредоточава само 5000 войници.

## Ход на военните действия

### Обкръжаване на крепостта
На 3 декември Моравският корпус, командван от полковник Милойко Лешанин, започва настъпление по двата бряга на Южна Морава. Три дни по-късно сърбите влизат в Прокупле. До 13 декември, с овладяването на Лесковац и Куршумлия, те изолират Ниш от запад и юг. След падането на Пирот и София от изток е насочен и Шумадийският корпус начело с генерал Йован Белимаркович. Към 24 декември Ниш е плътно обкръжен от 15-хилядна сръбска войска, която пристъпва към завладяването му.

### Боеве за града
Атаката започва на 25 декември в участъка Мала Камара (на Габровац), след като турският комендант Халил Зия паша отхвърля поканата да се предаде. На втория ден от боевете части от Шумадийския корпус завземат Велика Камара, Марково кале и други стратегически пунктове. По същото време (26 декември) обаче турският военачалник Хафъз паша изтласква сърбите от Куршумлия и заплашва в тил обсадителите. Разколебано, сръбското командване приема предложението на Халил паша за преговори и решава да прати част от войските си срещу армията на Хафъз. Преди решението да бъде приведено в изпълнение обаче, на 28 декември генерал Белимаркович нарежда на подчинените си сили да щурмуват Горица. Боят продължава през целия ден и приключва с превземането на укреплението в ранните часове на 29 декември. Това принуждава Халил паша да подпише конвенция за предаване на Ниш.

## Резултат
В боевете за града сърбите губят над 900 убити и ранени. Турският гарнизон е разоръжен. Всичките му оръдия и значителните му материални запаси попадат в сръбски ръце. Превземането на Ниш открива на сърбите пътя за настъпление към Косово.